# Avenue de Paris (Beyrouth)
Pour les articles homonymes, voir Avenue de Paris.
L'avenue de Paris est une voie du front de mer de Beyrouth formant une section de la Corniche de Beyrouth et bordée de palmiers. 

## Situation et accès
Située sur le front de mer de Beyrouth, c'est un lieu prisé des promeneurs, flâneurs, joggers, cyclistes et adeptes du patin à roulettes,.

## Origine du nom
Elle porte le nom de Paris, capitale de la France.

## Historique

### Ambassade américaine
L'ambassade américaine se trouvait avenue de Paris, avant de subir un attentat ayant fait de nombreux tués, le 18 avril 1983. Elle se trouve désormais à Awkar, faubourg installé sur une colline du nord de Beyrouth.

## Bâtiments remarquables et lieux de mémoire

### Bancs
La municipalité de Beyrouth lance en 2001 un projet d'embellissement de l'avenue de Paris sur la Corniche de Beyrouth, projet conçu par l'artiste libanaise Lena Kelekian.  Il est prévu entre autres de remplacer les 76 bancs de ciment par de nouveaux bancs recouverts de mosaïques de céramique de couleur et de placer un gigantesque damier sur la partie la plus large de la promenade.

### Dans la littérature
- The Tomato War and Theomachy (2004) d'Edmond Nicolas : « Eddoum et René quittèrent l'université américaine de Beyrouth et filèrent au bord de mer ; l'avenue de la Corniche, rue de Paris, rue Ibin Sina, tournèrent à droite devant l'hôtel Phoenicia vers l'avenue Fakherredine... »